# Vladimir Vernadski
Volodymyr Ivanovych Vernadsky (em ucraniano:  Володи́мир Іва́нович Верна́дський; 28 de Fevereiro de 1863 - 6 de Janeiro de 1945) foi um mineralogista e geoquímico ucraniano, russo, e soviético que é considerado um dos fundadores da geoquímica, biogeoquímica e radiogeologia. Ele também é conhecido como o fundador da Academia Ucraniana de Ciências (agora Academia Nacional de Ciências da Ucrânia).

## Carreira
Foi aluno de Dmitri Mendeleev (criador da primeira versão da tabela periódica dos elementos químicos) e de Vasily Dokuchaev, fundador da pedologia, a ciência do solo. Antecedeu em meio século a teoria de Gaia de James Lovelock, pois Vernadsky foi o primeiro a reconhecer o planeta terra como um sistema esférico auto-regulado, onde a vida é a força geológica que forma o planeta.

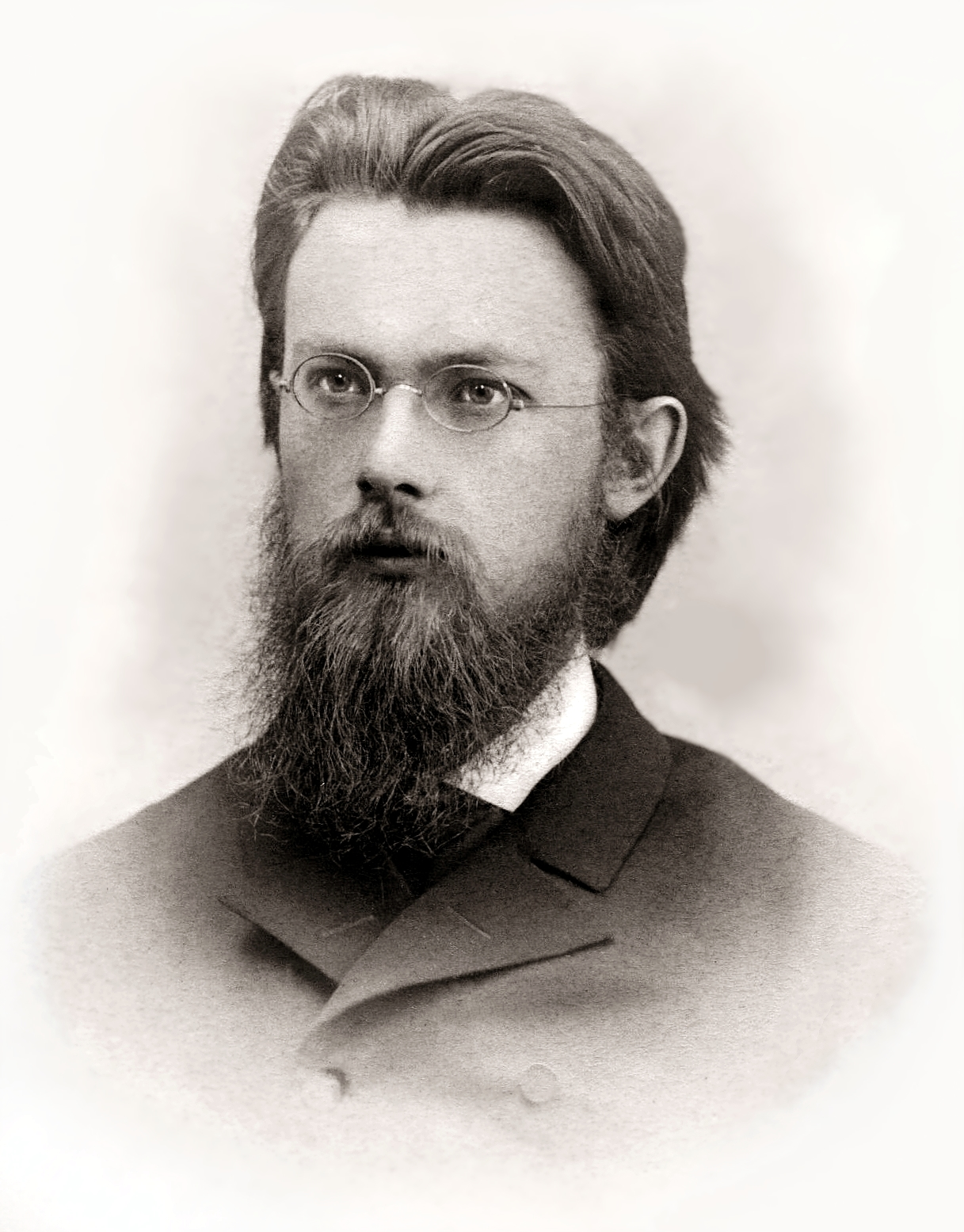
Vladimir Vernadski, Paris, 1889

É mais conhecido por seu livro A Biosfera, de 1926, no qual inadvertidamente trabalhou para popularizar o termo biosfera do geólogo vienense Eduard Suess, de 1885, formulando a hipótese de que as feições geológicas da Terra são influenciadas biologicamente. Vernadsky postulou que a influência da matéria viva torna-se cada vez mais importante com o passar do tempo, porque mais partes da Terra são incorporadas na Biosfera através de reações químicas e da energia luminosa do Sol.

Foi o fundador de diversas disciplinas científicas, incluindo a geoquímica, a biogeoquímica e a radiogeologia.

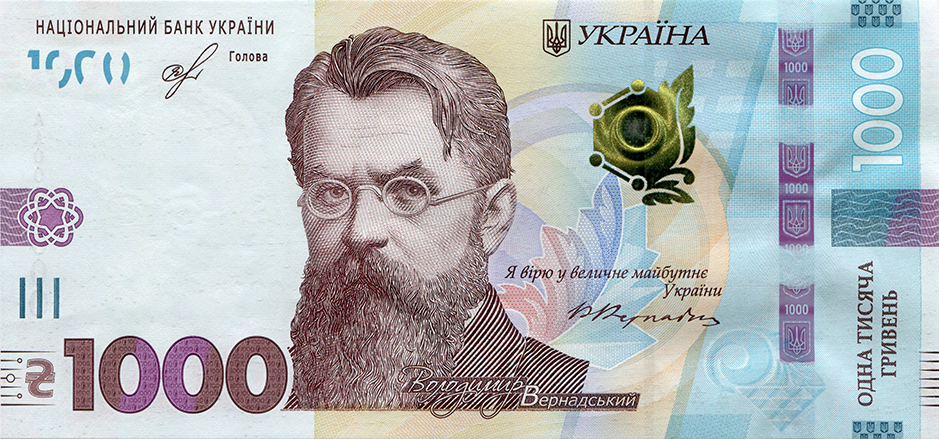
Nota de 1000 hryvnia com retrato de Volodymyr Vernadsky

É considerado um dos mentores teóricos da Semiótica da Cultura, com a proposição da Biosfera como um mecanismo cósmico. Uma fina camada desenvolvida na superfície de um planeta, vivente da transformação de energia da luz solar em energia química. Este processo culminou na evolução das espécies que se encontram nesta categoria de metabolismo, que através da evolução desenvolveram a consciência e o pensamento dialógico. Esta consciência por sua vez, caracteriza-se por uma nova esfera que se distingue da biosfera, e pode ser chamada de logosfera (esfera dos significados) ou Noosfera. A cultura é, segundo Vernadski, a síntese consciente da biosfera, e tem uma função modificadora considerável sobre os elementos naturais e a transformação do todo, não podendo ser considerada apenas uma abstração superficial.

## Publicações selecionadas

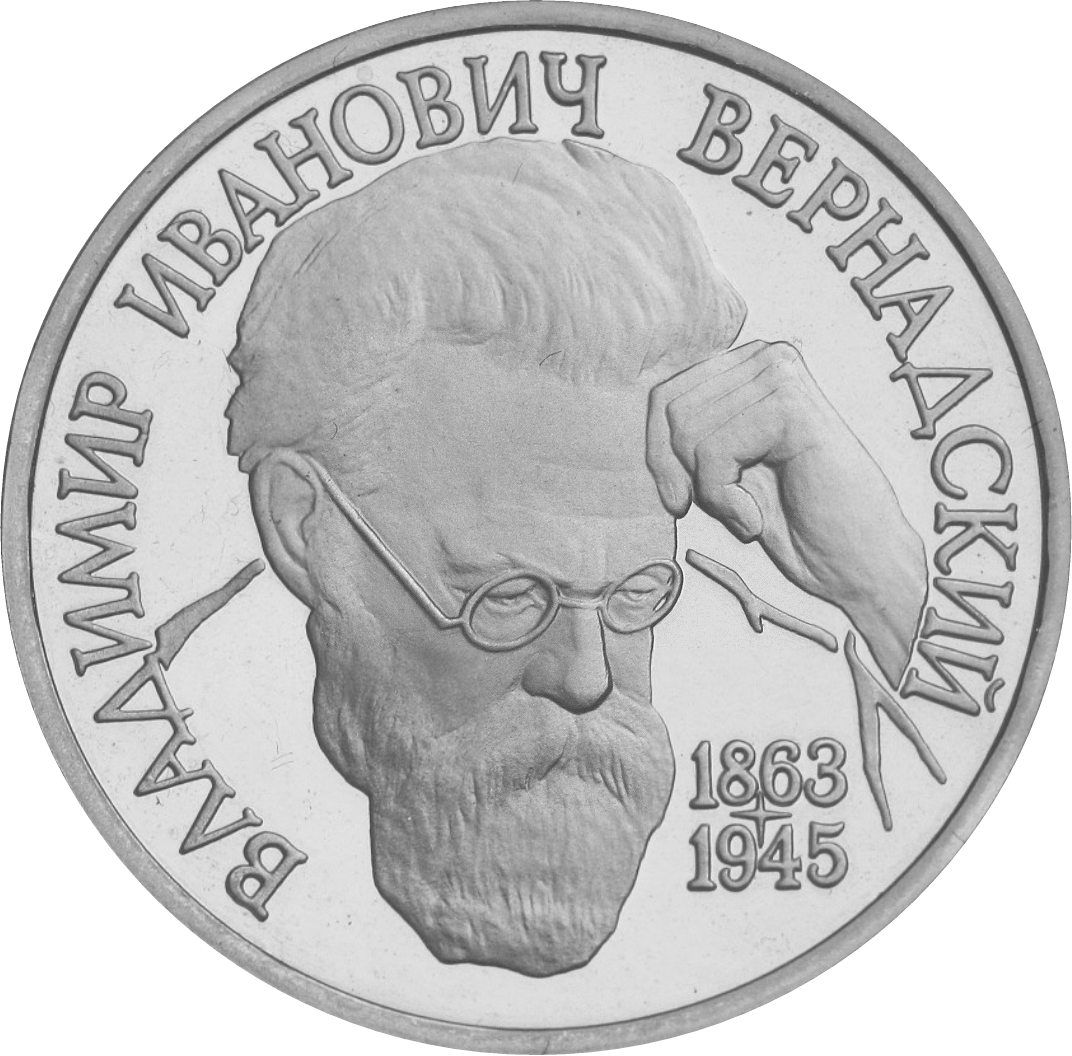
Moeda de 1 rublo russo de 1993 em comemoração ao 130º aniversário do nascimento de Vernadsky

- Geochemistry, publicado em russo 1924
- The Biosphere, fpublicado pela primeira vez em russo em 1926. Traduções para o inglês:
  - Oracle, AZ, Synergetic Press, 1986, ISBN 0-907791-11-5, 86 pp.
  - tr. David B. Langmuir, ed. Mark A. S. McMenamin, Nova York, Copernicus, 1997, ISBN 0-387-98268-X, 192 pp.
- Essays on Geochemistry & the Biosphere, tr. Olga Barash, Santa Fe, NM, Synergetic Press, ISBN 0-907791-36-0, 2006

### Diários
- Dnevniki 1917–1921: oktyabr 1917-yanvar 1920 (Diaries 1917–1921), Kyiv, Naukova dumka, 1994, ISBN 5-12-004641-X, 269 pp.
- Dnevniki. Mart 1921-avgust 1925 (Diaries 1921–1925), Moscou, Nauka, 1998, ISBN 5-02-004422-9, 213 pp.
- Dnevniki 1926–1934 (Diaries 1926–1934), Moscou, Nauka, 2001, ISBN 5-02-004409-1, 455 pp.
- Dnevniki 1935–1941 v dvukh knigakh. Kniga 1, 1935–1938 (Diaries 1935–1941 in two volumes. Volume 1, 1935–1938), Moscou, Nauka, 2006,ISBN 5-02-033831-1,444 pp.
- Dnevniki 1935–1941 v dvukh knigakh. Kniga 2, 1939–1941 (Diaries 1935–1941. Volume 2, 1939–1941), Moscou, Nauka, 2006, ISBN 5-02-033832-X, 295 pp.